# Line Le Gall
Line Le Gall (13 de abril de 1976) es una botánica, algóloga, taxónoma, conservadora y exploradora francesa.
Ha realizado estudios biológicos, bioquímicos y celulares de Palmaria palmata (Rhodophyta) y aplicaciones biotecnológicas en la acuicultura.
Desarrolla actividades científicas y académicas como profesora del Museo Nacional de Historia Natural de Francia en París, donde oficia de conservadora de microalgas en el Herbario Nacional. Localizado en la Galería de Botánica, el Herbario Nacional es parte integrante del Museo Nacional de Historial Natural.

## Experiencia de campo y expediciones oceanográficas
- Canadá (2004-2007): Bahía de Fundy, estrecho de Northumberland, río San Lorenzo, Terranova;
- Australia (2005): Australia del Sur, Victoria y Tasmania;
- Nueva Caledonia (2007);
- Europa (2007-2014): Canal de la Mancha, océano Atlántico y el mar Mediterráneo;
- Madagascar (2008 y 2010), Guadalupe (2012), Papúa Nueva Guinea (2012).[4]

## Algunas publicaciones
- Basso D., Caragnano A., Le Gall L., Rodondi G. 2015. The genus Lithophyllum in the north-western Indian Ocean, with description of L. yemenense sp. nov., L. socotraense sp. nov., L. subplicatum comb. et stat. nov., and the resumed L. affine, L. kaiseri and L. subreduncum (Rhodophyta, Corallinales). Phytotaxa. 208 : 183–200.

- Boo G.H., Le Gall L., Rousseau F., de Reviers B., Coppejans E., Anderson R., Boo S.M. 2015. Phylogenetic relationships of Gelidiella (Gelidiales, Rhodophyta) from Madagascar with a description of Gelidiella incrassata sp. nov. Cryptogam. Algol. 36 : 219–237.

- Le Gall L., Peña V., Gey D., Manghisi A., Dennetière B., De Reviers B., Rousseau F. 2015. A new species of Stenogramma was uncovered Indian Ocean during the expedition Atimo Vatae : Stenogramma lamyi sp. nov. Cryptogam. Algol. 36 (2) : 189–198.

- Manghisi A., Morabito M., Boo G.H., Boo S.M., Bonillo C., De Clerck O., Le Gall L. 2015. Two novel species of Yonagunia (Halymeniales, Rhodophyta) were uncovered in the South of Madagascar during the Atimo-Vatae Expedition. Cryptogam. Algol. 36: 199–217.

- Peña, V., De Clerck, O., Afonso-Carrillo, J., Ballesteros, E., Bárbara, I., Barreiro, R., Le Gall, L. 2014. Molecular data highlight knowledge gaps in coralline algal species distributions : a case study of the genus Mesophyllum (Corallinales, Rhodophyta) in Europe. European J. of Phycology 50 (1) : 20-36.

- Peña, V., Rousseau, F. Reviers, B., Le Gall, L. 2014. First assessment of the coralline algal diversity of the Caribbean maerl beds of Guadeloupe using DNA barcode. Phytotaxa 190 (1): 190-215.

- Robuchon, M., Valero, M., Gey, D., Le Gall, L. 2014. How does molecular-assisted identification affect our estimation and biodiversity ? An example from understory red seaweeds (Rhodophyta) of Laminaria kelp forests in Brittany, France. Genetica. doi : 10.1007/s10709-014-9796-z

- Robuchon, M., Le Gall, L., Gey, D., Valero, M., Vergés, A. 2014. A survey of the algal community understory in the kelp forest of Laminaria hyperborea revealed the presence of a new species of Kallymenia (Kallymeniaceae, Rhodophyta) : Kallymenia crouanii sp. nov. European J. of Phycology 49 (3): 332-344.

- Gallon, R.K., Robuchon, M., Leroy, B., Le Gall, L., Valero, M., Feunten, E. 2014. Twenty years of observed and predicted changes in subtidal red seaweed assemblages along a biogeographical transition zone : inferring potential causes from environmental data. J. of Biogeography doi : 10.1111/jbi.12380.

- Pardo, C., López, L., Peña, V., Hernández-Kantún, J., Le Gall, L., Bárbara, I., Barreiro, R. 2014. A multilocus species delimitation reveals a striking number of maërl species in the OSPAR area. PLOS one 9 (8) : e104073.

- Manghisi, A., Le Gall, L., Ribera, M.A., Bonillo, C., Gargiulo, G.M., Morabito, M. 2014. The Mediterranean endemic new genus Felicinia (Halymeniales, Rhodophyta) recognized by a morphological and phylogenetic integrative approach. Cryptogamie Algologie 35 : 221-243.

- Delepine, R., Le Gall, L. 2014. In Memoriam—Professor Francis Magne (1924-2014). Cryptogamie Algologie 35 : 317-319.

- Robuchon, M., Le Gall, L., Mauger, S., Valero, M. 2014. Contrasting genetic diversity patterns in two sister kelp species co-distributed along the coast of Brittany, France. Molecular Ecology. 23 : 2669-2685.

- Díaz-Tapia, P., Bárbara, I., Le Gall, L. 2014. Lectotypification of Leptosiphonia schousboei and Ophidocladus simpliciusculus (Rhodomelaceae, Rhodophyta). Cryptogamie Algologie, 35 : 201-204.

- Verges, A., Gey, D. Utge, J.M., Cruaud, C., Le Gall, L. 2014. Recognition of a new species of Kallymenia (Gigartinales, Rhodophyta) from Croatia (Mediterranean Sea) based on both morphology and DNA barcode. European J. of Phycology 332-344.

- Machín-Sánchez, M., Le Gall, L., Neto, A.I., Rousseau, F., Cassano, V., Sentíes, A., Fujii, M.T., Díaz-Larrea, J., Prud’Homme, W.F., Bonillo, C., Gil-Rodríguez, M.C. 2014. A combined barcode and morphological approach to the systematics and biogeography of Laurencia pyramidalis and Laurenciella marilzae (Rhodophyta). European J. of Phycology 49 : 115-127.

- Peña, V. Hernández-Kantún, J., Grall, J., Pardo, C., López, L., Bárbara, I., Le Gall L., Barreiro, R. 2014. Detection of gametophytes in the maerl-forming species Phymatolithon calcareum (Melobesioideae, Corallinales) assessed by DNA barcoding. Cryptogamie Algologie 15 : 15-25.

- Maggs, C.A., Le Gall, L., Mineur, F., Provan, J. Saunders, G.W. 2013. Fredericqia deveauniensis, gen. et sp. nov. (Phyllophoraceae, Rhodophyta) : A new cryptogenic species. Cryptogamie Algologie 34 : 273-293.

- Adl, S.M., Simpson, A.G.B., Lane, C.E. Lukeš, J. Bass, D., Bowser, S.S., Brown, M.W. Burki, F., Dunthorn, M., Hampl, V., Heiss, A., Hoppenrath, M., Lara, E., Le Gall, L., Lynn, D.H., McManus, H., Mitchell, E.A.D., Mozley-Stanridge, S.E., Parfrey, L.W., Pawlowski, J., Rueckert, S., Shadwick, L., Schoch, C.L., Smirnov, A., Spiegel, F.W. 2012. The revised classification of eukaryotes. J. of Eukaryotic Microbiology, 59 (5) : 429–493.

- Geoffroy, A., Le Gall, L., Destombe, C. 2012. Cryptic introduction of the red alga Polysiphonia morrowii Harvey (Rhodomelaceae, Rhodophyta) in the North Atlantic Ocean highlighted by a DNA barcoding approach. Aquatic Botany, 100 : 67-71.

- Manghisi, A., Armeli Minicante, S., Bertuccio, C., Morabito, M., Fiore, V., Genovese, G., Le Gall, L. 2012. Identifying alien macroalgae through DNA barcoding : the case of Hypnea cornuta (Cystocloniaceae, Rhodophyta). Transitional Waters Bull. 5 : 42-49.

- Le Gall, L., Probert, I. 2011. Editorial : Past, present and future of Phycology. Cryptogamie, Algologie 32 (4) : 311-312.

- Bittner, L., Payri, C.E., Maneveldt, G.W., Couloux, A., Cruaud, C., Reviers, B. de, Le Gall, L. 2011. Evolutionary history of the Corallinales (Corallinophycidae, Rhodophyta) inferred from nuclear, plastidial and mitochondrial genomes. Molecular Phylogenetics & Evolution 61 (3) : 697-713.

- Saunders, G.W., Le Gall, L. 2010. Editorial : Algal DNA-barcoding. Cryptogamie, Algologie 31 (4) : 373-375.

- Le Gall, L., Saunders, G.W. 2010. Establishment of a DNA-barcode library for the Nemaliales (Rhodophyta) from Canada and France uncovers overlooked diversity in the species Nemalion helminthoides (Velley) Batters. Cryptogamie, Algologie 31 (4) : 403-421.

- Manghisi, A., Morabito, M., Bertuccio, C., Le Gall, L., Couloux, A., Cruaud, C., Genovese, G. 2010. Is routine DNA barcoding an efficient tool to reveal introduction of alien macroalgae ? A case study of Agardhiella subulata (Solieriaceae, Rhodophyta) in Cape Peloro lagoon (Sicily, Italy). Cryptogamie, Algologie 31 (4) : 423-433.

- Verbruggen, H., Maggs, C.A., Saunders, G.W., Le Gall, L., Yoon, H.S., De Clerck, O. 2010. Data mining approach identifies research priorities and data requirements for resolving the red algal tree of life. BMC Evolutionary Biology 10 : 16.

- Le Gall, L., Saunders, G.W. 2010. DNA barcoding is a powerful tool to uncover algal diversity : a case study of the Phyllophoraceae (Gigartinales, Rhodophyta) in the Canadian flora. J. of Phycology 46 (2) : 374-389.

- Le Gall, L., Payri, C., Bittner, L., Saunders, G.W. 2010. Multigene phylogenetic analyses support recognition of the Sporolithales ord. nov. Molecular Phylogenetics & Evolution 54 (1) : 302-305.

- Martin Lescanne, J., Rousseau, F., Reviers, B. de, Payri, C., Couloux, A., Cruaud, C. Le Gall, L. 2010. Phylogenetic analyses of the Laurencia complex (Rhodomelaceae, Ceramiales) support recognition of five genera : Chondrophycus, Laurencia, Osmundea, Palisada, and Yuzurua stat. nov. European J. of Phycology 45 (1) : 51-61.
- La abreviatura «L.Le Gall» se emplea para indicar a Line Le Gall como autoridad en la descripción y clasificación científica de los vegetales.[5]